# Wuxia
Wuxia (chinês simplificado: 武侠; chinês tradicional: 武俠; pinyin: wǔxiá) é um gênero literário e cinematográfico, originário da China, que mistura fantasia e artes marciais ou ainda, basicamente luta de espadas em um mundo medieval imaginário. Wu (武) significa "marcial", "militar", ou "armado" e xia (俠), significa "honrado", "cavalheiro", ou "herói".
Um artista marcial que segue o código do xiá é frequentemente chamado de xiákè (侠客), literalmente “seguidor do xiá”, ou de yóuxiá (游侠), “xiá errante”. Em algumas traduções, o guerreiro é chamado de jiànxiá (剑侠) ou jiànkè (剑客), que podem ser traduzidos como “espadachim”, embora nem sempre o personagem use uma espada. 
Os heróis da ficção wuxia normalmente não servem a um senhor, não detêm poder militar nem pertencem à classe aristocrática. Eles frequentemente têm origens nas classes sociais mais baixas da sociedade chinesa antiga. Um código de cavalheirismo geralmente exige que os heróis wuxia corrijam injustiças, lutem pela justiça, eliminem opressores e vinguem malfeitos passados. As tradições chinesas do xia podem ser comparadas a códigos marciais de outras culturas, como o bushidō dos samurais japoneses. 

## História
A ficção wuxia tem raízes profundas na história e cultura chinesas, com origens que remontam a mais de dois milênios. Embora o termo "wuxia" como designação de gênero seja relativamente recente, suas tradições narrativas encontram precedentes nos contos sobre youxia (cavaleiros andantes) que circulavam já entre 300-200 a.C. O filósofo legalista Han Fei, em sua obra Han Feizi, faz menção depreciativa a esses guerreiros errantes no capítulo "Sobre as Cinco Classes de 'Vermes'", demonstrando como essas figuras já eram parte integrante do imaginário social durante o período das Primaveras e Outonos.
Os registros históricos mais antigos sobre esses heróis marciais aparecem nas Memórias Históricas (Shi Ji) de Sima Qian, especificamente no Volume 86, que documenta cinco célebres assassinos (cike) do período dos Reinos Combatentes: Cao Mo, Zhuan Zhu, Yu Rang, Nie Zheng e Jing Ke. Esses personagens, conhecidos como "convidados assassinos", ofereciam seus serviços a senhores feudais em troca de recompensas materiais. O Volume 124 da mesma obra fornece detalhes valiosos sobre a cultura xia da época, complementados posteriormente por registros como o Livro de Han e o Livro de Han Posterior.
Durante a Dinastia Tang (618-907), as narrativas sobre heróis errantes passaram por uma transformação significativa, ressurgindo sob a forma de chuanqi (contos lendários). Obras como Nie Yinniang, O Escravo de Kunlun, Dama Jing a Décima Terceira, O Fio Vermelho e O Guerreiro Barbudo estabeleceram os protótipos do que viria a se tornar o wuxia moderno. Essas histórias apresentavam protagonistas solitários, frequentemente dotados de habilidades extraordinárias, que agiam à margem da sociedade para corrigir injustiças.
O desenvolvimento do gênero continuou durante as Dinastias Song (960-1279) e Ming (1368-1644), quando surgiram os primeiros romances marciais de fôlego. Na Dinastia Song, as histórias circulavam principalmente através de huaben, livretos usados como base para narrativas orais. Já no período Ming, obras monumentais como o Romance dos Três Reinos, de Luo Guanzhong, e Margem d'Água de Shi Nai'an, consolidaram muitos dos temas que se tornariam fundamentais para o wuxia. Este último, em particular, é considerado o primeiro romance completo do gênero, retratando 108 heróis que desafiavam a ordem estabelecida, estabelecendo assim os fundamentos da cultura jianghu que permeia as narrativas wuxia.
O período da Dinastia Qing (1644-1911) trouxe novas variações ao gênero, com o surgimento dos romances gong'an (casos criminais), onde os heróis colaboravam com magistrados para resolver crimes e combater a injustiça. Obras como Três Cavaleiros e Cinco Justos (Sanxia Wuyi) e as histórias do Juiz Bao incorporavam temas de justiça social que se tornariam marcantes no wuxia posterior. Paralelamente, desenvolveu-se o subgênero xiayi (cavalheirismo romântico), que frequentemente apresentava heroínas como protagonistas e incorporava elementos de fantasia.
O termo "wuxia" propriamente dito surgiu no final da Dinastia Qing como um empréstimo linguístico do japonês "bukyō", refletindo o interesse da época por valores marciais e pelo ideal do guerreiro virtuoso. Essa adoção terminológica coincidiu com um período de intensa transformação social e cultural na China, marcado pelo Movimento 4 de Maio de 1919, que buscava romper com tradições confucionistas e abraçar novas formas de expressão artística e literária.
O século XX testemunhou a consolidação do wuxia como gênero literário de massas. Autores como Xiang Kairan (pseudônimo Pingjiang Buxiaosheng) pioneiraram o gênero moderno com obras como Os Cavaleiros Estranhos do Jianghu, que inclusive inspirou o primeiro filme wuxia, A Queima do Templo do Lótus Vermelho (1928). O período entre as décadas de 1960 e 1980 é considerado a era de ouro do wuxia, com mestres como Jin Yong (Louis Cha), Gu Long e Liang Yusheng revolucionando o gênero em Hong Kong e Taiwan, combinando elementos tradicionais com novas abordagens narrativas.
Na contemporaneidade, o wuxia continua a evoluir, com autores como Yu Hua explorando abordagens pós-modernas em obras como Sangue e Flores de Ameixa, que subverte muitas convenções do gênero. Além disso, a influência do wuxia se expandiu para outras culturas, particularmente a coreana, onde foi reinterpretado através da lente do confucionismo em produções como O Livro da Família Gu. Essa trajetória histórica demonstra a vitalidade e adaptabilidade do gênero, que continua a fascinar audiências em todo o mundo através de diversas mídias, da literatura ao cinema e aos jogos eletrônicos.
No cinema de língua chinesa desse período, os conceitos clássicos de wuxia foram confinados ao cantonês indústria cinematográfica de Hong Kong, que foi considerado um cinema muito local e foi muitas vezes desprezado por seus baixos padrões de produção.
Em 1965, em resposta ao declínio da mania pelos dramas de costumes e a crescente popularidade dos filmes japoneses de samurais e filmes e faroestes spaghetti no Hong Kong e Sudeste da Ásia, os irmão Shaw lançaram um novo ciclo de "Nova de estilo Wuxia" ou "Nova escola Wuxia de Cinema", absorvendo as características técnicas do cinema japonês e ocidental.